# Acidente do Ilyushin Il-76 prefixo 7T-WIP em 2018
Acidente do Ilyushin Il-76 da Força Aérea Argelina ocorreu no dia 11 de abril de 2018, envolvendo um Ilyushin Il-76 da Força Aérea Argelina, logo após a decolagem da cidade de Boufarik. Todas as 257 pessoas a bordo morreram.

## Aeronave
A aeronave envolvida no acidente era um Ilyushin Il-76 da Força Aérea da Argélia. Registrado como 7T-WIP, número de série 1 043 419 636, a aeronave voou pela primeira vez em 1997.

## Acidente
Pouco antes das 8 horas UTC+1 (7 horas UTC), a aeronave caiu e pegou fogo logo após a decolagem do Aeroporto de Boufarik, em Boufarik, com destino o Aeroporto Boudghene Ben Ali Lotfi, em Béchar, na Argélia. Todos os dez tripulantes e 247 passageiros a bordo morreram. Entre os passageiros estavam membros do Exército Nacional Popular da Argélia e suas famílias. Vinte e seis membros da Frente Polisário estavam entre os mortos.
Autoridades locais enviaram catorze ambulâncias, dez carros de incêndio e 130 funcionários para o local do acidente. A estrada entre Boufarik e Blida foi fechada ao tráfego.